# Бхатия, Руби
Руби Бхатия (англ. Ruby Bhatia; род. 1 ноября 1973, Алабама, США) — канадско-индийская актриса и телеведущая, которую называют «первым виджеем Индии». В 1996 году выступила ведущей международного конкурса красоты «Мисс Мира» и церемонии вручения «индийского Оскара» — кинопремии Filmfare Awards.

## Биография
Родилась 1 ноября 1973 года в штате Алабама, США. Её родители — Харбан и Премлата Бхатия — были пенджабцами, незадолго до её рождения эмигрировавшими в Канаду из Индии. Для поддержания семьи они были вынуждены много работать, времени на воспитание детей у них практически не было. Роль няни для Руби выполняла её старшая сестра Алка. Когда Руби исполнилось три года, родители отдали её на удочерение. Приёмными родителями Руби стали Прем Кришан и Сародж Бхатия.
Детство Руби прошло в маленьком городке Эйджакс, расположенном в 25 км от Торонто. Оформление документов на удочерение затянулось на три года, из-за чего Руби попеременно жила то у биологических, то у приёмных родителей. Её приёмная мать часто болела и лежала в больнице. Она обучила Руби читать и писать на хинди, а также декламировать санскритские шлоки из священных текстов индуизма.
В школе Руби была хорошей ученицей, но отличалась необщительностью, практически не имела друзей и часто становилась объектом насмешек со стороны своих сверстников. В то же самое время, она любила привлекать к себе внимание. С этой целью она иногда приносила в школу эротические журналы и показывала их своим одноклассникам. Когда Руби было 12 лет, её приёмный отец подарил ей книгу The Magic of Psychic Power, в которой она нашла фразу, вселившую в неё уверенность в себе и изменившую её взгляд на жизнь: «Перестань быть рабом других людей — живи для себя».
В возрасте 9 лет Руби сыграла свою первую роль в кино, в фильме «Глубокая рана». Съёмки этого индийского фильма, вышедшего на экраны в 1983 году, проходили в Канаде.
В 1978—1986 годах Руби обучалась балету и современным танцам в канадском филиале лондонской Королевской академии танца. Дома родители также обучили её классическим индийским танцам.
В школьные годы Руби активно участвовала в молодёжных политических организациях. Когда Руби было 16 лет, её отправили молодёжным делегатом на партийный съезд в Калгари, где ей довелось встретиться с премьер-министром Канады Пьерром Э. Трюдо, который поцеловал её в щёку. В период школьных каникул Руби в дневное время работала в юридической фирме, а в ночное — в супермаркете. После окончания школы, Руби устроилась работать в правительственное учреждение. Одновременно она посещала университетские курсы. Вскоре, однако, в ней проснулся глубокий интерес к философии, и, бросив работу, она полностью отдала себя учёбе, поступив на философский факультет Торонтского университета.
В возрасте 19 лет, по совету подруги своей приёмной матери, Руби попробовала себя в роли фотомодели. В 1993 году она приняла участие в конкурсе красоты Miss India Canada и, совершенно неожиданно для себя вышла победительницей. В качестве одного из призов за победу Руби получила билет в Индию. По приезде в Индию в январе 1994 года она приняла участие в конкурсе красоты Femina Miss India. В Бомбее ей привелось познакомиться с Дев Анандом, который представил её известной индийской журналистке и писательнице Вимле Патил. Вимла стала для Руби своего рода матерью.
В 1994 году Руби приняли на работу в качестве виджея на музыкальный телеканал Channel V, где она проработала два года. Именно эта работа принесла ей широкую известность. В 1996 году Руби выступила ведущей церемонии вручения кинопремии Filmfare Awards и международного конкурса красоты «Мисс Мира». В последующие годы Руби снялась в нескольких фильмах и телесериалах на языке хинди.
В 2002 году Руби завершила своё образование, получив в Бомбейском университете степень бакалавра философии с отличием.

## Личная жизнь
В 1996—1999 годах была замужем за продюсером Нитином Бали. 2 декабря 2009 года вышла замуж во второй раз, за бенгальского хореографа Аджита Датту. Приняла фамилию мужа — Датта.
Утверждает, что придерживается консервативных взглядов. С 11 лет является вегетарианкой. Исповедует гаудия-вайшнавизм. В 2003 году в интервью The Times of India назвала себя «ревностной последовательницей Международного общества сознания Кришны». Интерес к вайшнавской религии с детства привила ей приёмная мать, вместе с которой она несколько раз совершила паломничество в Маяпур и Вриндаван. В одном из интервью Руби призналась, что особенно ей запомнился визит в Маяпур в 2000 году и участие в фестивале Гаура-пурнима — дне «явления» основоположника гаудия-вайшнавизма Чайтаньи (1486—1534).
Любимая музыка Руби — киртан. Любимая книга — «Бхагавадгита». В списке любимых вещей Руби также числятся статуи божеств Радхи и Кришны из кришнаитского храма Харе Кришна Ленд в Мумбаи.
Принимала участие в кампаниях за развитие детского образования в Индии и в антитабачных кампаниях.

## Фильмография

### Фильмы
| Год  |     | Русское название   | Оригинальное название               | Роль                 |
| ---- | --- | ------------------ | ----------------------------------- | -------------------- |
| 1983 | ф   | Глубокая рана      | Durdesh                             | ребёнок-актёр        |
| 1983 | ф   | —                  | Utilities                           | н/д                  |
| 1984 | ф   | —                  | Do Yaaron Ki Yaari                  | Мазхар Хан в детстве |
| 1994 | с   | —                  | BPL Oye!                            | н/д                  |
| 1994 | с   | —                  | The Great Indian Manovaigyanik Show | н/д                  |
| 1998 | с   | —                  | Yeh Hain Raaz                       | н/д                  |
| 1998 | с   | Доброе утро, Индия | Good Morning India                  | ведущая              |
| 1999 | кор | —                  | Na Jaane Kahan Kho Gaya             | н/д                  |
| 2001 | ф   | Чужой ребёнок      | Chori Chori Chupke Chupke           | репортёр новостей    |
| 2002 | с   | Испытание жизни    | Kasautii Zindagii Kay               | Менака Боуз          |
| 2005 | ф   | —                  | The Film                            | н/д                  |
| 2006 | ф   | Марионетка         | Katputtli                           | Анита                |
| 2008 | ф   | Муки совести       | Halla Bol                           | н/д                  |